# Rhipsalis pilocarpa
Rhipsalis pilocarpa  es una especie de planta fanerógama de la familia Cactaceae. Es endémica de Espírito Santo, Minas Gerais, Paraná, Río de Janeiro y São Paulo en  Brasil. Es una especie rara en la vida silvestre.

## Descripción
Es una planta perenne carnosa, cilíndrica suspendida armada de espinos y con las flores de color blanco.

## Sinonimia
- Erythrorhipsalis pilocarpa

## Fuente
- Taylor, N.P. 2002.  Rhipsalis pilocarpa.   2006 IUCN Red List of Threatened Species. Bajado el 23-08-07.